# شرکت کتاب‌سرا
شرکت کتاب سرا ناشری ایرانی است که در بهمن ۱۳۶۰ درتهران تأسیس شد و بیش از ۲۰۰ عنوان کتاب به چاپ رسانده‌است. فعالیت نشر کتاب سرا در زمینه‌های مختلف شامل تاریخ، علوم اجتماعی، خاطرات، ادبیات، هنرهای زیبا و پزشکی می‌باشد..
کتاب سرا شورای ویژه‌ای برای ارزیابی و انتخاب متون چاپی تشکیل داده‌است. از اعضای این شورا فریدون مشیری، علینقی بختیاری، محمود طلوعی، حسین وحیدی و یحیی ذکاء بوده‌اند.
علاوه بر رویدادهای مرسوم در زمینهٔ کتاب (کنفرانس، مراسم امضای کتاب و شرکت سالانه در نمایشگاه بین‌المللی کتاب)، کتاب سرا، در نمایش آثار نقاشان و مجسمه سازان بنام نقش داشته‌است. از جمله هنرمندانی که آثارشان در کتاب سرا به نمایش گذاشته شده‌است، پرویز کلانتری، نصرت کریمی، ژاله کاظمی، فرشید مثقالی و کامران سمیعی هستند.